# Warburg Pincus
Warburg Pincus, LLC ist ein US-amerikanisches Private-Equity-Unternehmen mit Sitz in New York City.

## Unternehmensprofil
Etwa 20 Beteiligungsfonds wurden in den Bereichen Konsumgüter, Industrie & Dienstleistungen, Energie, Finanzdienstleister, Gesundheit, Immobilien sowie Technologie, Medien & Telekommunikation aufgelegt, aus denen laut eigenen Angaben ca. 97 Mrd. USD (Stand Oktober 2021) in über 960 Unternehmen in mehr als 40 Ländern investiert wurden. Warburg Pincus investiert aus einem globalen Fonds, der im Jahr 2013 mit einem Beteiligungsvolumen von 11,2 Mrd. US-Dollar geschlossen wurde.

## Geschichte
Die Wurzeln des Unternehmens gehen zurück auf Eric M. Warburg, der zur deutschen Bankiersfamilie Warburg gehörte. Im Jahr 1939 gründete er als Finanzinvestor E.M. Warburg & Co in New York City.
Als Warburg 1965 nach Deutschland zurückkehrte, übernahm Lionel Pincus, ehemals Partner der Ladenburg Thalmann Investment Bank, die Geschäfte. 1966 fusionierte E.M. Warburg mit Lionel I. Pincus & Co. Das neue Unternehmen nannte sich nun E.M. Warburg, Pincus & Co.
Lionel Pincus führte das Unternehmen von 1966 bis 2002. Er verstarb 2009.
1983 begann Warburg Pincus seine Investmentaktivitäten in Europa. 1994 wurde das erste Büro in Asien eröffnet.
Das Unternehmen ist im Besitz seiner Partner und wird von Chip Kaye (Vorstandsvorsitzender) und Timothy F. Geithner (Präsident) geführt.

## Warburg Pincus in Deutschland
In Deutschland war Warburg Pincus bis 2014 mit einem Büro in Frankfurt am Main vertreten. 2015 wurde René Obermann, ehemaliger Vorstandsvorsitzender der Deutschen Telekom, als Partner in London engagiert; seit 2019 hat Warburg Pincus ein Büro in Berlin. Der Investmentfokus liegt auf mittelständischen Unternehmen aus den Bereichen Technologie, Medien & Telekommunikation, Gesundheitswesen sowie Energie. Dazu zählten in der Vergangenheit unter anderem Easycash und United Internet.

### Beteiligungen in Deutschland
- 2006: Petrotec, Biodiesel-Hersteller, Anteil für rund 70 Mio. Euro.[9] 2008 Verkauf von rund 42,1 Prozent der Anteile an IC Green Energy Ltd.[10]
- 2006: Erwerb der Vital Fettrecycling
- 2006: Erwerb von Easycash, dem führenden deutschen Netzbetreiber für die Abwicklung von kartengestützten, bargeldlosen Zahlungen. First Data, vorheriger Eigentümer von Easycash und ebenfalls im Markt für elektronischen Zahlungsverkehr aktiv, bot 100 Prozent seiner easycash-Anteile über eine Auktion an, an der sowohl strategische als auch Finanzinvestoren teilnahmen. 2009 Verkauf an Ingineco für 290 Millionen Euro.[11]
- 2008: Kauf des Windproduktionsgeschäfts Conergy Wind von der Conergy AG. Inzwischen trägt die frühere Conergy Wind Sparte den neuen Namen PowerWind GmbH. Nach der Insolvenz 2012 wurde das Servicegeschäft von GES Deutschland, einer Tochter der spanischen GES Global Energy Services, übernommen. Das Vorrats- und Anlagevermögen und die IP-Rechte gingen an das indische Unternehmen RK Wind.[12]
- 2009: Minderheitsbeteiligung von 10,003 Prozent an der Kontron, einem internationalen Anbieter von Embedded-Computer-Technologie. 2017 ging Kontron an die S&T.[13]
- 2011: Minderheitsbeteiligung von 5,29 Prozent an United Internet, einem Internetprovider. Ende 2012 Verkauf der Anteile.[14]
- 2014: Erwerb von Beteiligung in Blue Yonder, verkauft 2018 an JDA Software.
- 2015: Erwerb von IPAN, verkauft 2018 an Castik Capital.[15]
- 2016: Mehrheitsbeteiligung von 59 Prozent an Inexio, verkauft 2019 an EQT Infrastructure.[16][17]
- 2016: Beteiligung von 33,33 Prozent an 1&1 Internet[18]
- 2020: Beteiligung an Infoniqa Holding GmbH[19]
- 2020: Beteiligung an McMakler[20]
- 2025: Beteiligung an Uvex[21]